# Le rêve sera plus long que la nuit
Le rêve sera plus long que la nuit est un roman d'Annabel Buffet publié en 1990.

## Résumé
Maxime, ex-chanteuse dépressive, est en Provence avec Nicole, secrétaire de son imprésario, Louis. Celui-ci, amant des deux, les rejoint. Il veut faire rechanter Maxime. Ils embauchent un nouveau musicien, Rémy, dont elle s'éprend, laissant Louis à Nicole. Rémy redonne le goût de vivre à Maxime. Mais elle le pousse dans les bras d'une provençale avant de reprendre la scène.